# Milna

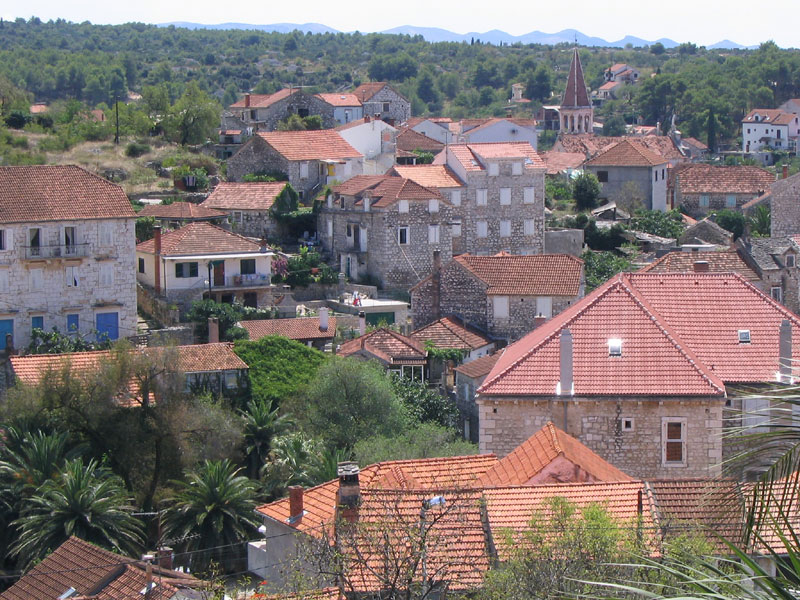
Pohled na část Milny

Milna je vesnice a opčina ležící u stejnojmenné zátoky na západním pobřeží chorvatského ostrova Brač, 20 km jihozápadně od Supetaru. Spadá pod Splitsko-dalmatskou župu. Žije zde 862 obyvatel.

## Sídla
Kromě vlastní vesnice pod opčinu spadají sídla Bobovišća, Bobovišća na Moru, Ložišća a Podhume.

## Historie
Milna se začala rozvíjet na počátku 18. století. Zdejší farní kostel „Zvěstování Panny Marie“ z roku 1783 má monumentální barokní fasádu a štukaturu z raného 19. století, avšak provedenou v pozdně barokním stylu. Pozdně barokní jsou i malby na oltáři; jejich autorem je Sebastian Ricci. Kromě soch Sv. Josefa a Sv. Jeronýma zde najdeme rovněž hrobku Stjepana Tomase, vyzdobenou jeho secesními folklorními motivy. U zátoky Osibova leží ruiny gotického kostelíka. V průběhu napoleonských válek měla v Milně svůj opěrný bod ruská flota.

## Kultura
V zátoce Milna, která má širokou vnější a malou mělkou vnitřní část, se nachází i jeden z přístavů ostrova Brač. V blízkém okolí se nacházejí další zátoky s oblázkovými, ale i písčitými plážemi (např. Lučice, Duboka).